# Okręt liniowy

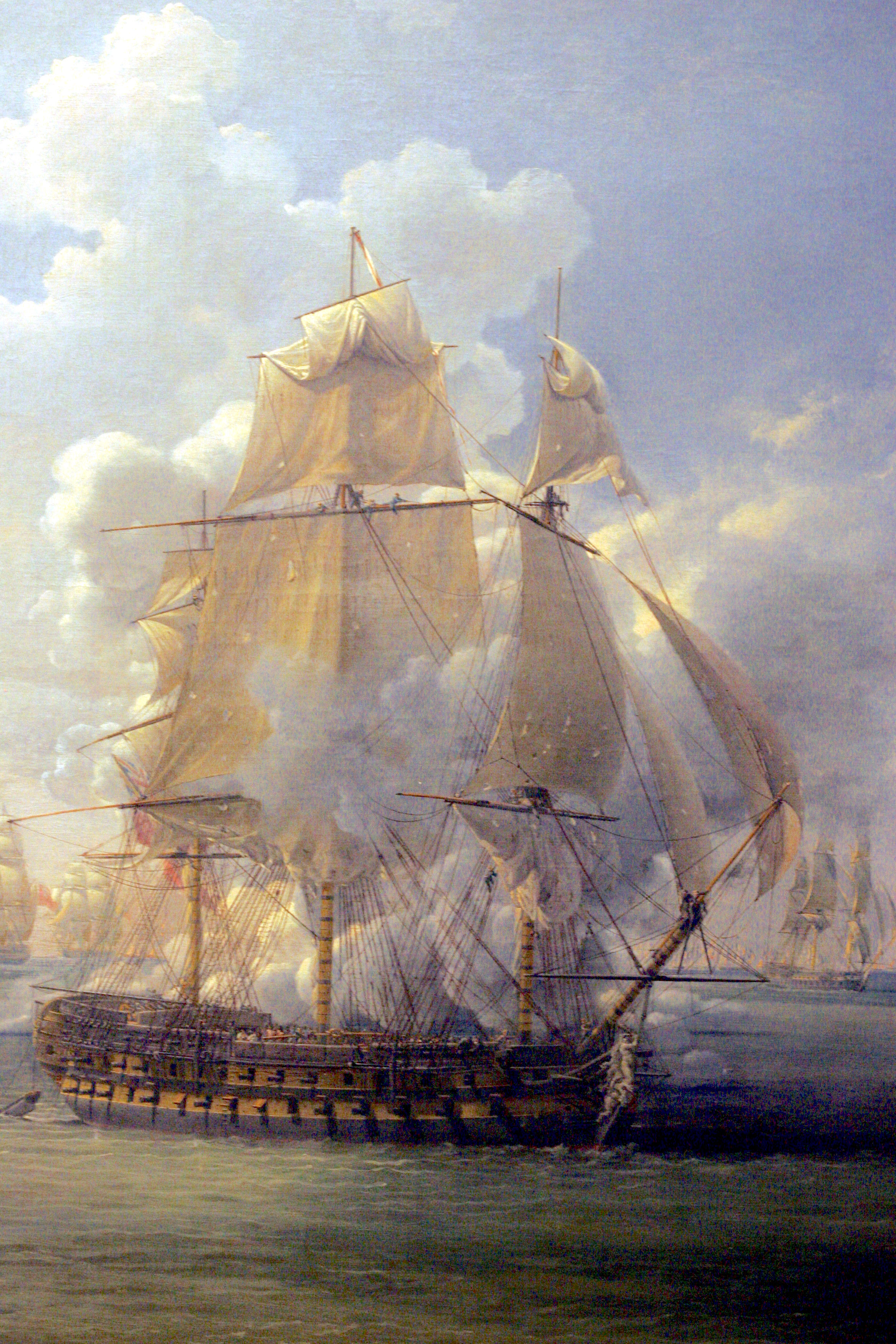
Okręt liniowy HMS "Hercule" przedstawiony w walce z fregatą "Poursuivante"

Okręt liniowy – nazwa historycznej najsilniejszej klasy okrętów, których główne uzbrojenie stanowiła silna artyleria, wywodząca się od ich taktyki walki w szyku liniowym, w składzie floty liniowej. Termin ten stosowany jest w Polsce do dwóch różnych grup okrętów: żaglowych okrętów liniowych, stanowiących podstawę flot wojennych od XVII do połowy XIX wieku i znanych również na świecie pod tym określeniem, oraz do pancerników z XIX i XX wieku. Traktat londyński z 1936 roku określił okręty liniowe jako okręty nawodne z wyjątkiem lotniskowców, o wyporności ponad 10 000 ton z artylerią kalibru większego niż 203 mm oraz o wyporności poniżej 8000 ton z działami kalibru powyżej 203 mm – celem zaliczenia do tego rodzaju pancerników obrony wybrzeża.

## Żaglowe okręty liniowe (XVII–XIX wiek)

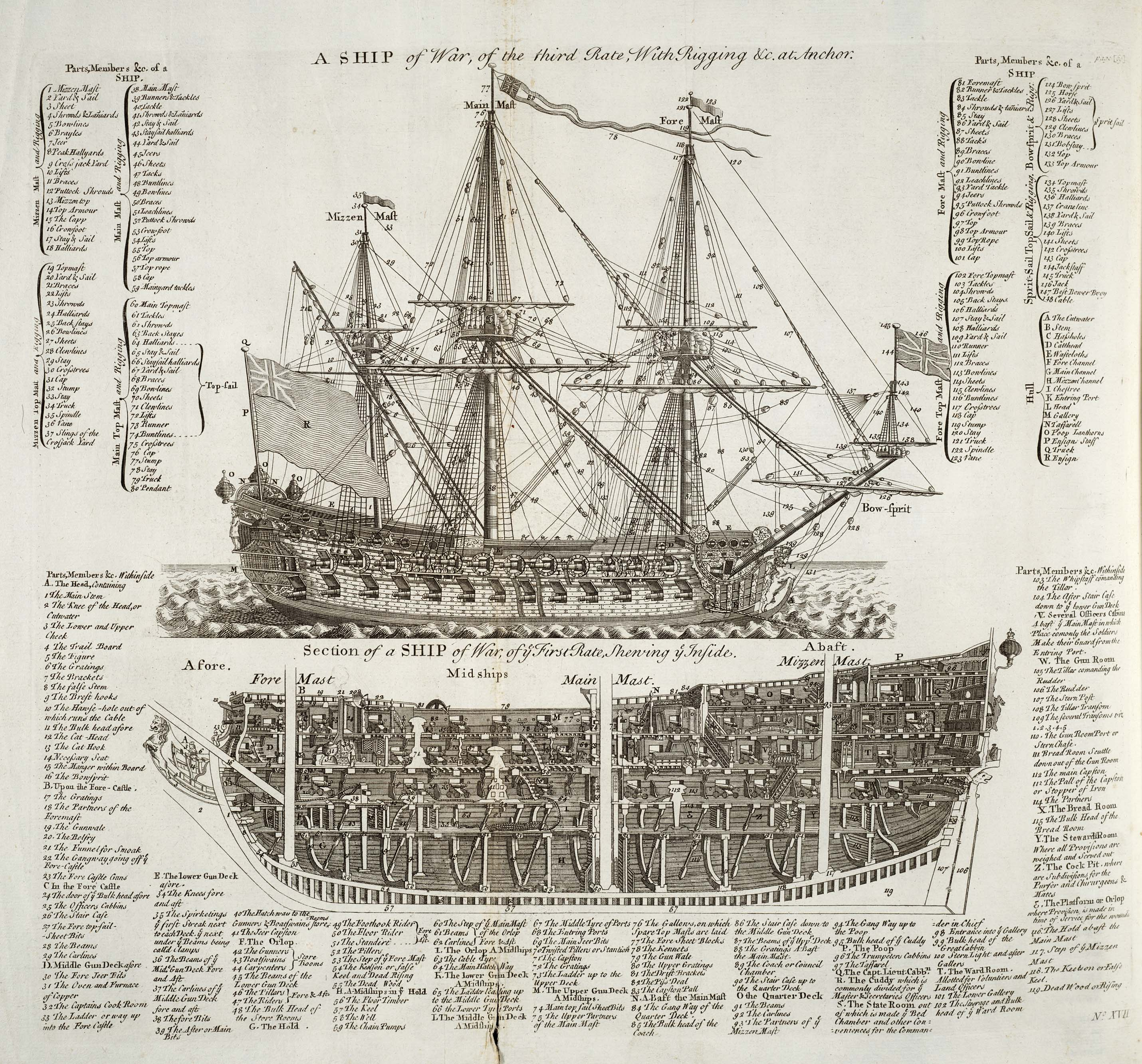
Schemat okrętu wojennego z 1728

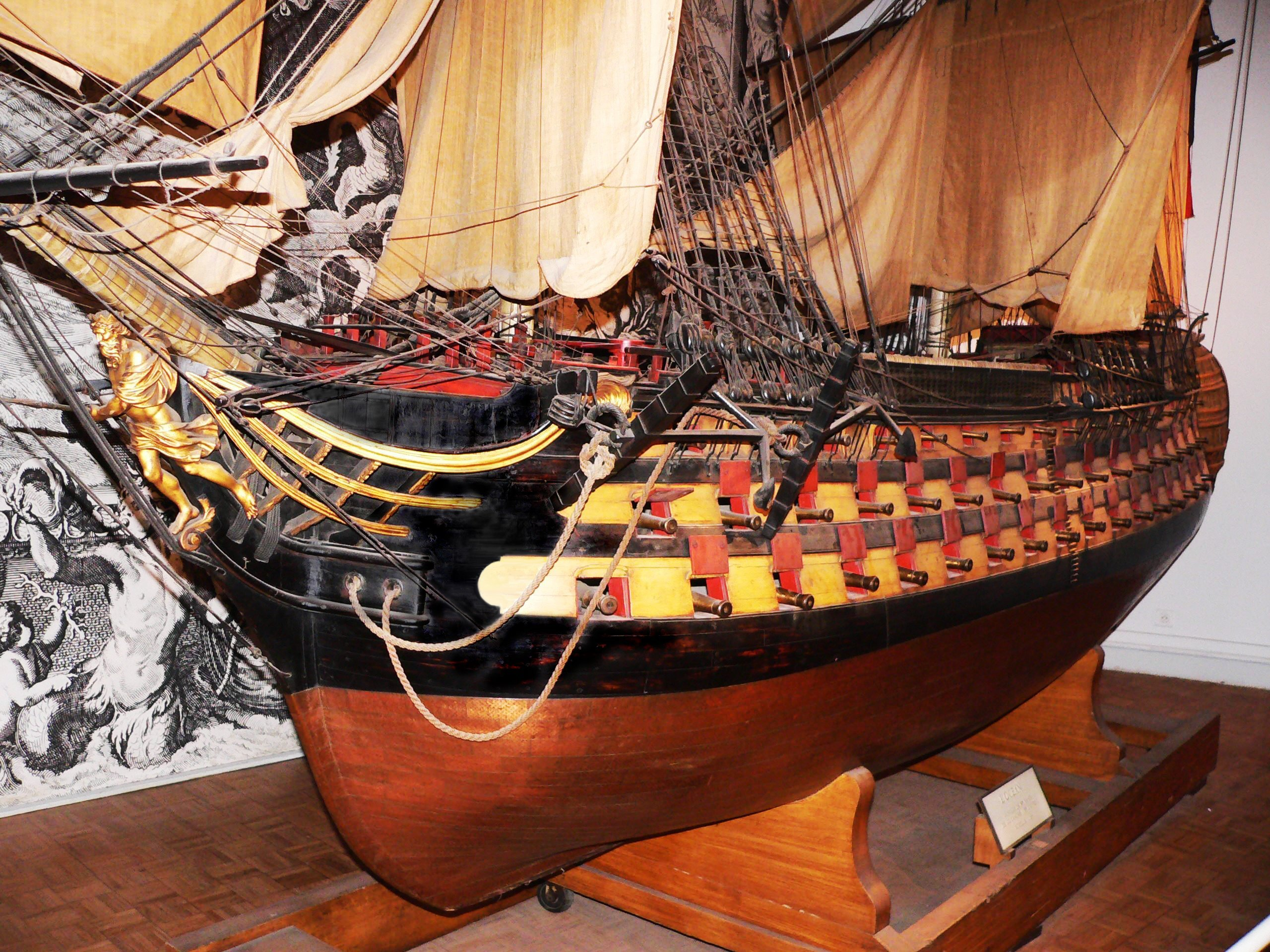
Trójpokładowy żaglowiec liniowy "Ocean" z 1790 – model

Pierwsze okręty liniowe pojawiły się w II połowie XVII wieku, kiedy to stosowanie nowego szyku okrętów i wzrost siły ognia artylerii okrętowej spowodowały, że możliwe stało się całkowite niszczenie okrętów przeciwnika za pomocą samej artylerii. Podstawowym sposobem walki morskiej przestał być szyk roju prowadzący do abordażu, a w jego miejsce wprowadzono najodpowiedniejszy dla walki artyleryjskiej szyk, w którym okręty płynęły jeden za drugim w linii i prowadziły ogień do linii okrętów przeciwnika z dział, których większość umieszczona była na burtach (bateria burtowa). Taktykę tę nazwano właśnie walką w szyku liniowym. Okręty takie musiały mieć taką samą prędkość i zbliżone uzbrojenie, aby sprawnie wykonywać wspólnie manewry zgodnie z rozkazami okrętu flagowego. W tym celu okręty w głównych flotach dzielono na kilka klas; okręty najsilniejszych klas, zdolne do walki w linii, nazywano "okrętami linii" (ang. ship of the line), skąd powstała nazwa "okręt liniowy" lub "liniowiec". Konstrukcyjnie stanowiły ewolucję galeonów. Były to drewniane okręty żaglowe o wyporności do 2500 ton. Okręty te miały początkowo jeden, później dwa, a w końcu trzy zakryte pokłady działowe (poziomy rozmieszczenia armat), ciągnące się na całej długości okrętu, oraz do dwóch dalszych odkrytych pokładów działowych. Ich uzbrojenie składało się z 50-120 dział, a załoga liczyła 500-900 marynarzy.
Typy i wagomiary dział stosowanych na okrętach liniowych ulegały ujednoliceniu i standaryzacji. Używane były działa odprzodowe, gładkolufowe, odlewane w całości, strzelające kulami żeliwnymi, umieszczane w bateriach burtowych, lecz doskonalone w stosunku do poprzednich wieków. W okresie wojen napoleońskich standardowym wagomiarem najcięższej artylerii typowych 74-działowych okrętów liniowych były działa 32-funtowe (Wielka Brytania) lub 36-funtowe (Francja), przenoszone na najniższym pokładzie, a na wyższych przenoszono działa 18- lub 24-funtowe i mniejsze. Działa 32-funtowe i 36-funtowe ważyły odpowiednio ok. 2,8 i 3,5 t. Waga pocisków salwy burtowej liniowców sięgała wówczas 900-1200 funtów (ok. 400-550 kg). Mimo że artyleria odgrywała już zasadniczą rolę w wojnie na morzu, w dalszym ciągu sporadyczne były wypadki zatopienia za jej pomocą okrętu, o ile nie doszło do pożaru, lecz służyła głównie do jego obezwładnienia, unieruchomienia (przez zniszczenie masztów) i wybicia załogi. Działa z pierwszej połowy XIX wieku były już znacznie udoskonalone. Zmniejszenie luzu pomiędzy kulą a lufą sprzyjało wzrostowi celności i donośności skutecznej (do ok. 1800 m). Od lat 1820. stopniowo czołowe marynarki, za francuską i brytyjską wprowadziły ujednolicone wagomiary dział na okrętach liniowych (30-32 funty), różniących się długością lufy i ładunkiem prochowym (lżejsze na wyższych pokładach). Od końca lat 30. XIX wieku zaczęto we flocie francuskiej i brytyjskiej, a następnie w innych wprowadzać nowe działa haubiczne strzelające pociskami wybuchowymi – granatami, wynalezione przez francuskiego generała Henri-Josepha Paixhansa. Najczęstszymi wagomiarami dział tego okresu stały się 24 i 32 funty; waga pocisków salwy burtowej największych liniowców sięgnęła 2341 funtów (1061 kg).

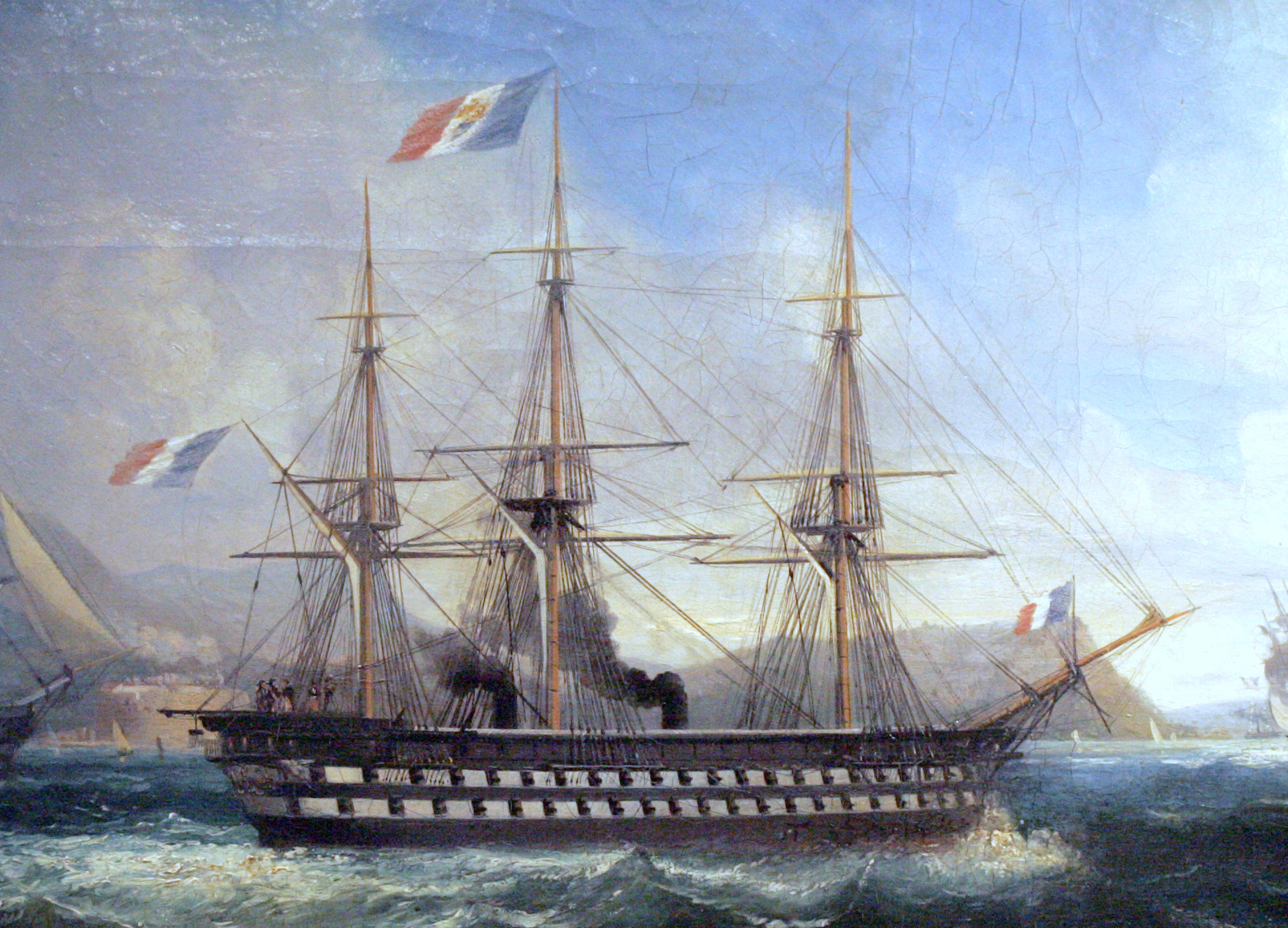
Okręt liniowy "Napoleon" z 1852, pierwszy w historii okręt liniowy zbudowany z siłownią parową i śrubą napędową

W 1852 pojawiły się okręty liniowe napędzane maszynami parowymi i śrubami, w dalszym ciągu drewniane i z pomocniczym napędem żaglowym.

## Pancerniki (XIX–XX wiek)

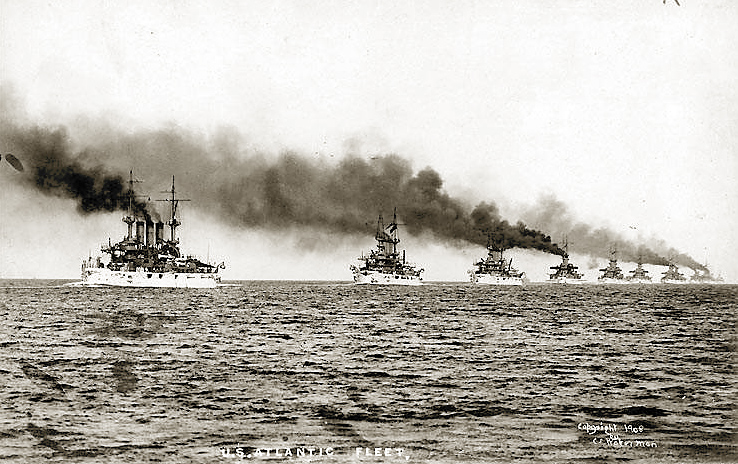
Okręty Wielkiej Białej Floty w szyku liniowym, od którego klasa wzięła nazwę

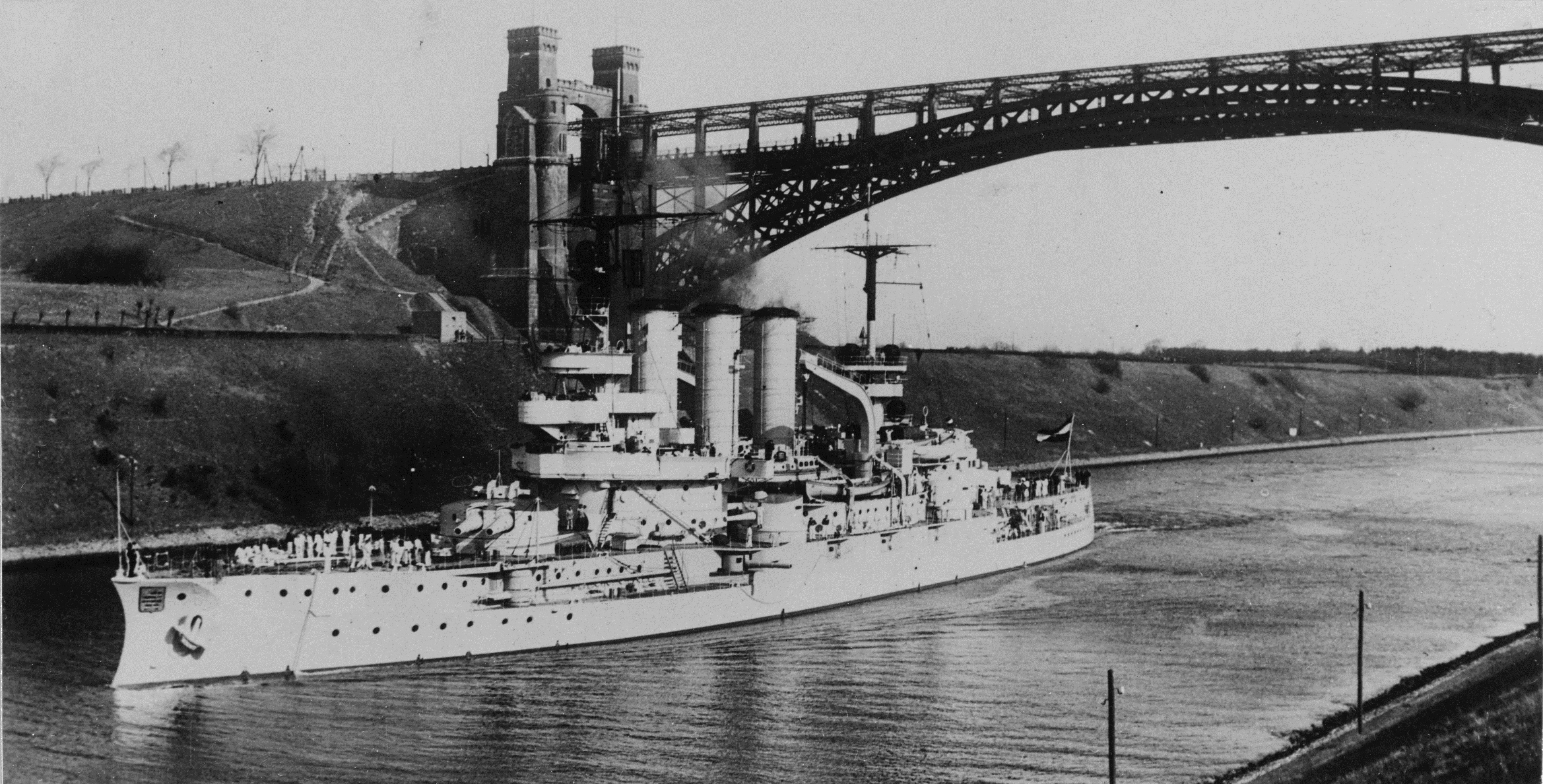
Przeddrednot "Hessen" z 1908

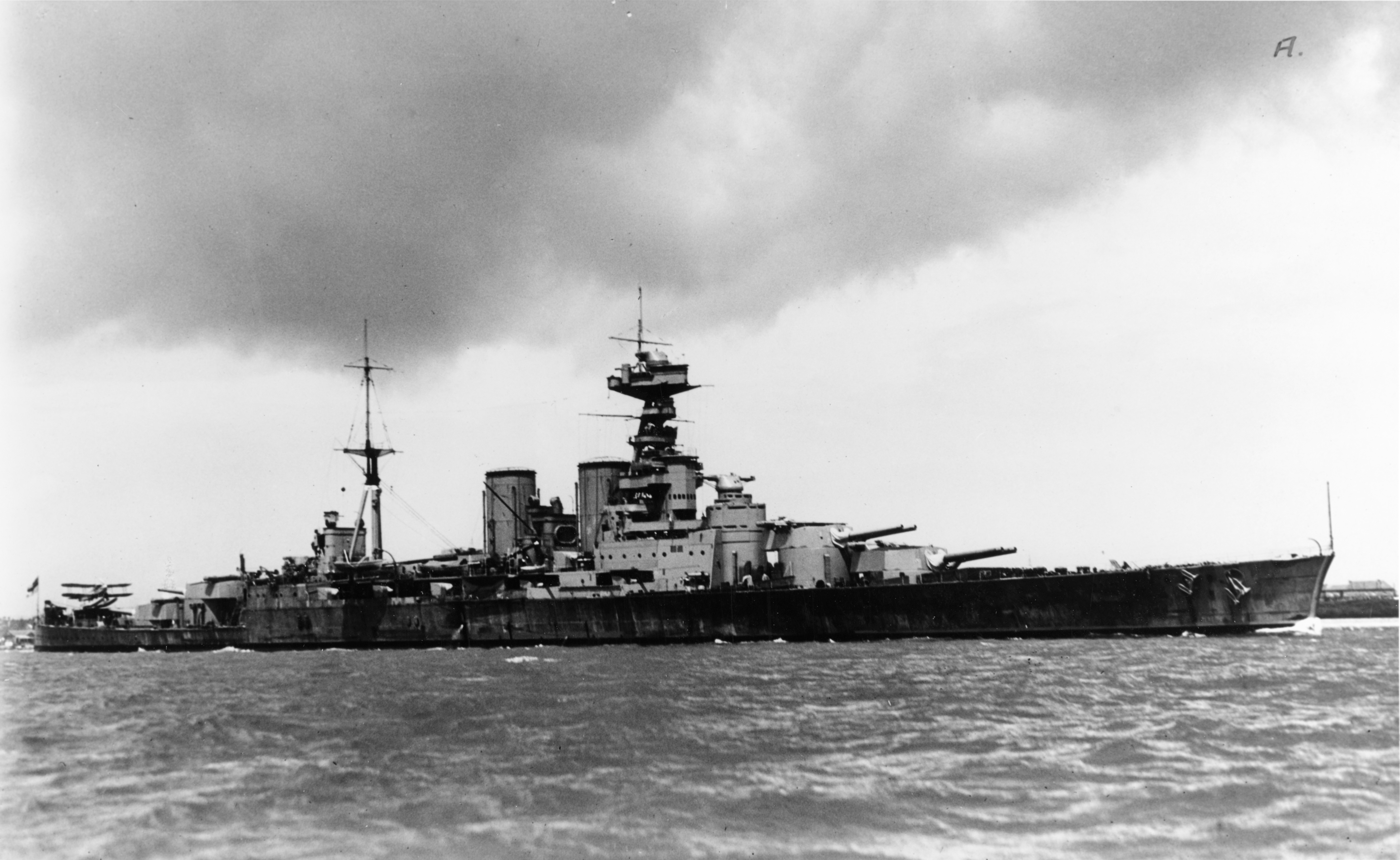
Krążownik liniowy HMS "Hood" z 1921

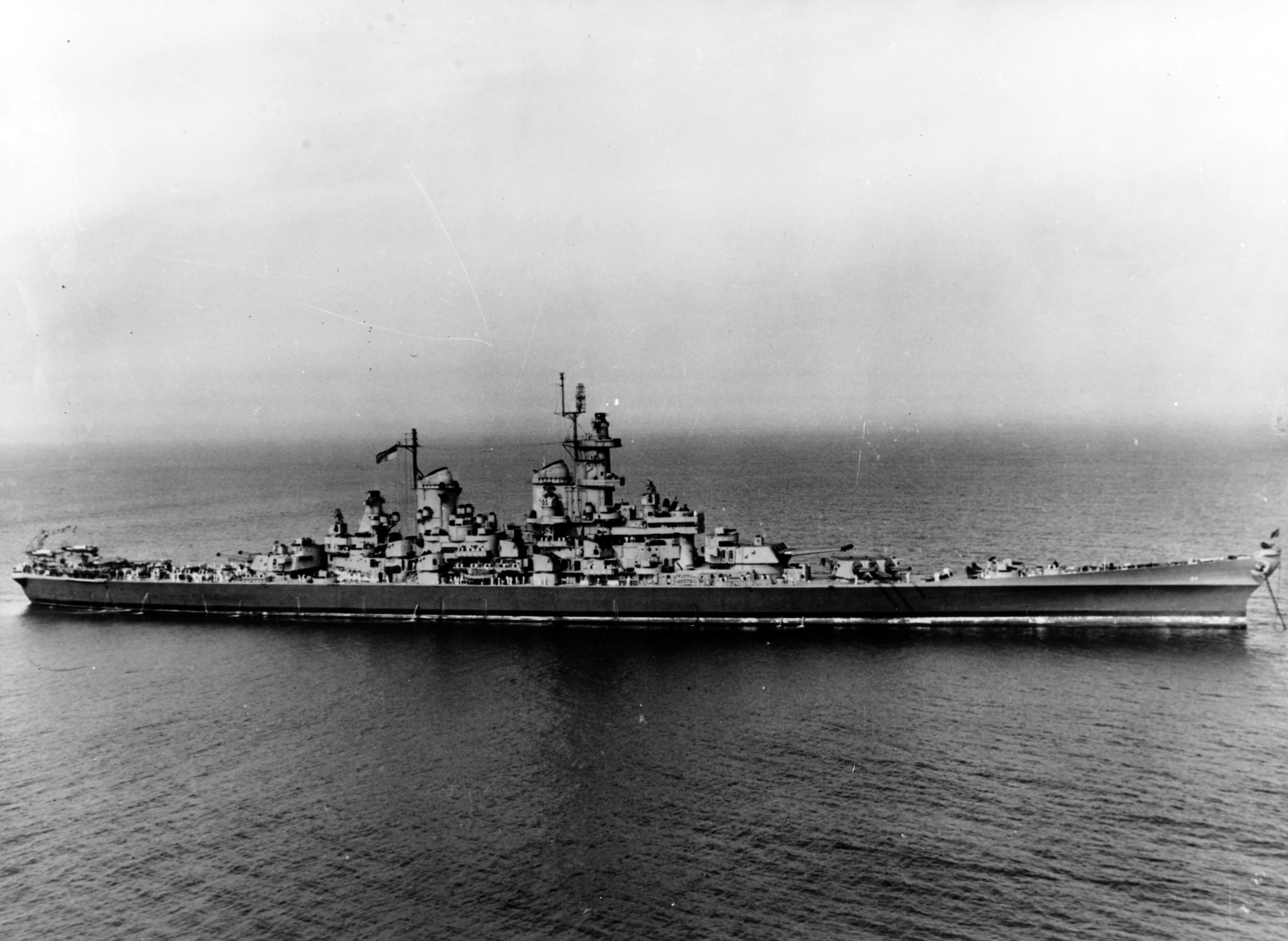
Współczesny pancernik USS "Wisconsin" z 1944

W latach 60. XIX wieku zaczęto wprowadzać żelazne okręty opancerzone – pancerniki, które szybko wyparły wcześniejsze nieopancerzone żaglowce jako najsilniejsze okręty flot. Od tej pory, termin "okręt liniowy" został w zasadzie w Polsce utożsamiony z terminem "pancernik" i używany jest zazwyczaj zamiennie, chociaż zakresy tych pojęć nie pokrywają się dokładnie ze sobą. Przez początkowy okres swojego rozwoju trudno było właściwie mówić o pancernikach jako o okrętach liniowych, gdyż rozwijane w wielkim tempie pancerniki różniły się znacznie własnościami i z trudem mogłyby tworzyć jednolity zespół, czyli flotę liniową.
Przez następne 90 lat swojego rozwoju zmieniał się radykalnie wygląd pancerników i wzrastały ich walory bojowe. W latach 80. XIX wieku, po pierwszym okresie poszukiwań, ustabilizował się typ pancernika – przeddrednota. Okręty były budowane w zbliżonych seriach, będąc znowu okrętami liniowymi w pełnym tego słowa znaczeniu.
Od 1906 zaczęto budować nowe pancerniki – drednoty. W tym samym okresie pojawiła się druga kategoria, zaliczana przez niektórych autorów do okrętów liniowych – krążowniki liniowe, będące okrętami o zbliżonych wymiarach i uzbrojeniu do pancerników, lecz o większej prędkości i słabszym opancerzeniu. Podczas I wojny światowej większość okrętów liniowych miała wyporność 20÷30 tysięcy ton. Obie kategorie przestały być budowane po 1922. W latach 30. XX wieku podjęto budowę pancerników nowej generacji, o większej odporności i szybkości (stąd nazywanych też szybkimi pancernikami).
Należy zwrócić uwagę, że w dominującej terminologii anglojęzycznej mianem okrętów liniowych (ship of the line) określane są tylko okręty żaglowe budowane do połowy XIX wieku, natomiast pancerniki budowane od końca tego wieku nazywane są battleship (dosłownie „okręt bitewny”), aczkolwiek nazwa ta wyewoluowała z terminu „okręt linii bitewnej” (ship of the line of battle lub line-of-battle ship). Termin „okręt liniowy” jako nazwa klasy pancerników przetrwał w Niemczech do I wojny światowej (Linienschiff), jednakże po I wojnie światowej również w Niemczech został zastąpiony przez termin Schlachtschiff („okręt bitewny”). Jedynie w terminologii rosyjskiej pancerniki początkowo nazywane były bronienosjec (dosłownie „niosący pancerz”), lecz od 1907 roku do końca istnienia tej klasy zostały przeklasyfikowane na „okręty liniowe” (liniejnyj korabl, w skrócie linkor). Termin „okręt liniowy” stosowany również dla pancerników upowszechnił się w Polsce właśnie pod wpływem terminologii rosyjskiej i radzieckiej.
Traktat londyński z 1936 roku określił okręty liniowe jako okręty nawodne z wyjątkiem lotniskowców, o wyporności ponad 10 000 ton z artylerią kalibru większego niż 203 mm oraz o wyporności poniżej 8000 ton z działami kalibru powyżej 203 mm – celem zaliczenia do tego rodzaju pancerników obrony wybrzeża.
Po II wojnie światowej nastąpiła rewizja poglądów na sprawę użyteczności i celowości posiadania tak wielkich jednostek morskich, które podczas wojny padały ofiarą lotnictwa i mniejszych jednostek. Okręty liniowe straciły ostatecznie rację bytu z uwagi na zmianę charakteru wojny morskiej, lecz klasyfikacja ta wciąż tradycyjnie używana była odnośnie do nielicznych pozostających w służbie pancerników. Po raz ostatni wykorzystano tego typu okręty, jako ciężkie okręty artyleryjskie ostrzeliwujące cele lądowe podczas operacji Pustynna Burza w 1991. Podczas wojny w Iraku w 2003 nie znaleziono już dla nich żadnego zastosowania.